# Abd ar-Rahman (död 1859)

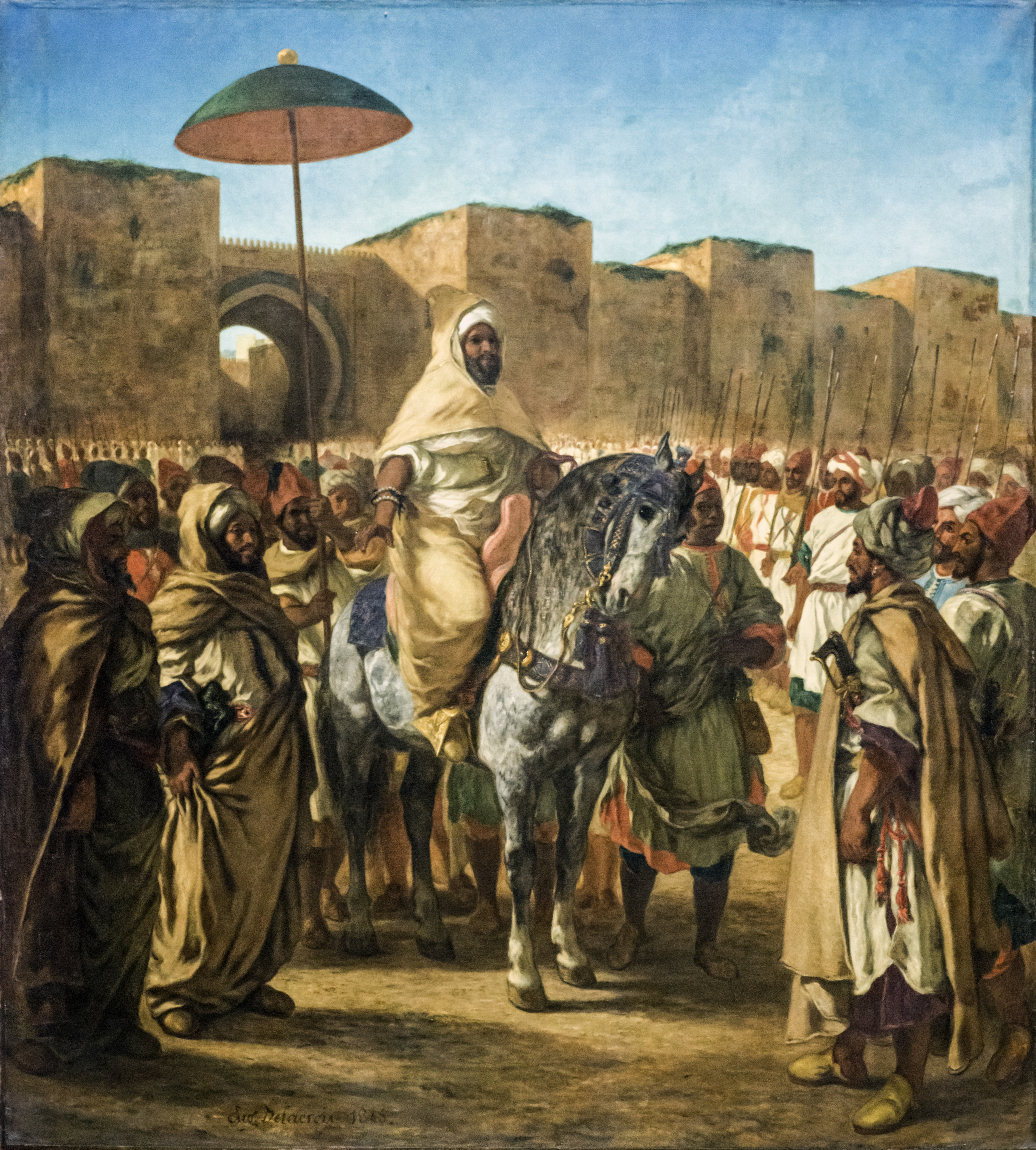
Abd ar-Rahman målad av Eugène Delacroix.

Abd ar-Rahman, född 1778-1790, död 1859, var sultan av Marocko 1823-1859. 
Han lyckades ej betvinga de många nästan självständiga stammarna inom sitt rike. Genom sitt sjöröveri råkade han i strider och tvistigheter med flera europeiska makter, först med Österrike, som 1828 tvingade honom att avstå från tributen. Sverige, vars handel sedan länge lidit av det marockanska sjöröveriet, befriade sig 1845 från att vidare betala tribut till sultanen. Hans fanatiske undersåtar tvingade honom att med trupper understödja Abd-el-kader i striden mot fransmännen, men han blev slagen vid Isly (1844) av marskalk Bugeaud. Därefter hade han att kämpa mot Abd-el-kader om sin tron, och även sedan denne besegrats, hade Abd-ar-rahman inre uppror att bekämpa intill sin död, 1859. Han efterträddes av sonen Sidi-Muhammed.